# 时光之帽
《时光之帽》是由Gears for Breakfast开发的平台动作冒险游戏，可在macOS、Microsoft Windows、PlayStation 4和Xbox One平台上游玩。游戏使用虚幻引擎3开发，并由Kickstarter资助，在首两天就加倍了其募捐目标。这款游戏启发自较早在1990年代晚期和2000年代早期的3D平台游戏，例如《超级马里奥64》、《班卓熊大冒险》、《腦航員》和《阳光马里奥》。游戏于2017年10月自行发布在Microsoft Windows和macOS平台，并在两个月后由Humble Bundle发行至PlayStation 4和Xbox One游戏机平台。

## 游戏玩法
《时光之帽》这款平台动作冒险游戏设置在开放世界环境中，并以第三人称视角进行。一些编者描述游戏风格与任天堂64的一些像是《超级马里奥64》和《班卓熊大冒险》的平台游戏很相似。玩家在4个开放关卡之间无时间限制地探索，也能够收集不同的物品、解开拼图和使用雨伞与对手战斗。玩家的主要任务是收集40个能在游戏中找到的“时光碎片”，玩家收集更多就能解锁更多额外关卡。打败了对手后，他们会留下潘，玩家可以使用这种金钱来解锁额外挑战和购买能够强化帽子宝宝能力的奖章。玩家也可在每个关卡中收集纱球（Yarn Balls），其之后可以被缝合成新帽子来穿戴。每种帽子会给予帽子宝宝不同的能力，例如更快的速度或酿造出爆炸液体。其他能够收集的物品包括用来解锁“时光裂痕”额外关卡的纪念物（Relics）以及之后可以在机器交换获得额外材料（例如音乐重混和额外服装）的裂痕金币（Rift Tokens）。玩家在游戏早期进行的动作在之后的关卡会受影响，这是因为主角在游戏结束之前多次重复探访每个地区。

## 剧情
一位名为帽子宝宝（Hat Kid）的小女孩尝试通过宇宙飞船回到她的家乡。在她的旅程中，她经过了一个星球，星球成员之一的黑手党（Mafia）前来为黑手党镇政府收集过路费。黑手党将宇宙飞船的门强制撞开，使帽子宝宝和她的所有“时光碎片”（Time Pieces）掉到星球中。帽子宝宝降落在黑手党镇，遇见了一位讨厌“坏人”的当地麻烦制造者——胡须女孩（Mustache Girl）。为了找回用来重新启动的时光碎片，帽子宝宝同意帮助胡须女孩打败黑手党，作为让胡须女孩帮忙找到时光碎片的交换条件。在打败了黑手党老大后，胡须女孩得知时光碎片能够倒带时间。她想要使用它们来成为时光旅行超人，但因操作时间非常危险，帽子宝宝拒绝让她是使用。胡须女孩生气了起来，宣称两人的关系已成敌人，并出发自行寻找时光碎片。
帽子宝宝环游了整个星球寻找时光碎片，并面对了许多敌人，其中包括为电影奖项竞争的两只小鸟、偷走帽子宝宝灵魂的恶毒幽灵，以及被危险瘟疫感染的一群深山村民，最后和他们成为了朋友。当帽子宝宝仍在探索的途中，胡须女孩闯入她的船中并偷走了时光碎片，用它们来将星球转变成了炽烈的地狱，将她自己的命令成为法律。帽子宝宝前来和她对抗，但胡须女孩使用时光碎片打开了时光裂痕，将她自己变得非常强大。帽子宝宝曾经对抗的对手在战斗中也来援助帽子宝宝，最终决定摧毁自己，让帽子宝宝可以使用他们留下的潘（Pons）来强化自己。帽子宝宝最终终于打败了胡须女孩并使用时光碎片恢复了星球以及让被杀死的人们复活起来。虽然她的前对手表示看到她离开有些伤心，帽子宝宝之后还是将时光碎片收入储藏室中并继续她回家的旅程。

## 开发过程
《时光之帽》的初始想法是开始于总监——若纳斯·卡尔雷夫。作为他对3D平台游戏的持续短缺（尤其是任天堂开发的游戏）的想法，他启动了这个工程。在与Polygon的面谈中，卡尔雷夫揭露他和Gears for Breakfast起初并没有想到《时光之帽》最终会收到来自Kickstarter的成功。卡尔雷夫总结因《大金刚64》对世代造成的影响，游戏会有小许需求，他认为游戏包含太多物品收集，反而压倒了玩家。游戏开发开始于2012年8月，他们当时计划在2013年第二季释出但之后显著延迟。在开发过程的开始，卡尔雷夫是游戏的唯一开发者，但随着时间过去开发者增广至名为Gears for Breakfast的跨越四个国家并且完全自愿的团队。Kickstarter之后赞助了游戏，成功跨越了游戏最初的目标$30,000，达到了总数$296,360。在2013年7月，开发团队宣布Steam已同意让游戏发行。几个作曲家也为游戏进行了贡献，包括格蘭特·基爾克豪佩。
YouTube名人JonTron在游戏中为猫头鹰接待员进行了小许配音。JonTron自至少2014年起就被这个工程所吸引。他之前在类似的独立游戏《尤卡莱莉大冒险》中的角色被移除，这是因为他在2017年的一个与此游戏毫无关系的直播中说出了种族歧视的评论。Gears for Breakfast决定保留JonTron的角色，此事在社交媒体上获得了混合的反应。

## 回响
《时光之帽》在Metacritic获得了“普遍讨人喜欢”的评语。
Destructoid的克里斯·卡特（Chris Carter）给了此游戏8.5/10的评分，表示游戏有着“令人钦佩的成就，但仍有一些明显的问题”。PC Gamer的多米尼·塔拉森（Dominic Tarason）则给予了86/100的评分，表示“先不看那些使它磨损的几点，《时光之帽》是个有创意、好玩且发亮的成果，只可惜没有在PC获得足够的爱”。来自The Escapist的本·库洛司浩（Ben "Yahtzee" Croshaw）则高度赞好这个游戏，表示这是他在2017年的第二最喜欢的游戏。Eurogamer也推荐了这款游戏，表示他“在第一分钟就已被迷恋。《时光之帽》不管是杰出的角色设计还是美好的房屋，都爆发在屏幕上以及他内心中”。

### 销售
《时光之帽》释出的两个星期后，其成功售出了5万套。在2018年早期，游戏在游戏机平台释出后，销售量飙升至15万套以上。